# Dan sjećanja na žrtve Domovinskog rata i Dan sjećanja na žrtvu Vukovara i Škabrnje
Dan sjećanja ili službeno Dan sjećanja na žrtve Domovinskog rata i Dan sjećanja na žrtvu Vukovara i Škabrnje obilježava se 18. studenoga svake godine kao državni blagdan i neradni dan u Republici Hrvatskoj kao trajno sjećanje na sve žrtve Domovinskog rata. Kako žrtve Vukovara i Škabrnje, najmasovnije u Domovinskom ratu, povezuje isti nadnevak, krajem 2019. Hrvatski sabor izglasao je novi Zakon o blagdanima, spomendanima i neradnim danima u kojemu je uveden i Dan sjećanja.

## Pozadina
Jugoslavenska narodna armija i srpske paravojne postrojbe intenzivno su opsjedale i granatirale grad Vukovar od kraja kolovoza do sredine studenog 1991. godine. Uz slabo naoružane i malobrojne hrvatske branitelje kako iz Vukovara tako i iz svih dijelova Hrvatske, grad su branili i pripadnici drugih etničkih skupina, branitelji među kojima su bili Srbi, Mađari, Rusini, Ukrajinci, Slovaci i Nijemci. Suprotstavljali su im se deseci tisuća vojnika, pripadnika Jugoslavenske narodne armije (JNA) i srpskih paravojnih snaga koji su bili znatno bolje opremljeni. Zbrinuli su deset puta više topništva i sto puta više granata, mina i drugog streljiva.
Nakon višemjesečne opsade i uništenja kakvo Europa nije vidjela od 2. svjetskog rata, 18. studenog 1991. godine pao je grad Vukovar. Otprilike 7000 projektila dnevno je padalo na grad tijekom tromjesečne opsade, čime je uništeno otprilike 85 posto objekata u gradu. 
Nakon pada grada protjerano je na tisuće nesrba, na tisuće je prevezeno u logore u Srbiji, a stotine osoba pogubljeno je na obližnjoj farmi Ovčara i na drugim mjestima. Tijekom opsade Vukovara i nakon nje poginulo je više od 3000 vojnika i civila, od čega 86 djece. Više od 300 stanovnika Vukovara i dalje se vodi kao nestalo.

### Značaj bitke za Vukovar
Pad Vukovara označio je početak hrvatskog rata za neovisnost od tadašnje Jugoslavije koji je odnio otprilike 20 000 života. Bitka za grad bila je ključna za Hrvatsku jer je zaustavila jugoslavenske snage dovoljno dugo da Zagrebu da vremena za naoružavanje i pripremu trupa. Vukovar se smatra simbolom otpora i žrtvom koja je dovela do hrvatske pobjede u ratu iako je sama bitka bila izgubljena. Hrvatska je naposljetku dobila rat za neovisnost od Jugoslavije i postala suverena i neovisna država. Simbolički rat u Hrvatskoj definitivno je okončan baš na mjestu gdje se i zahuktao, u hrvatskom Podunavlju i Vukovaru, mirnom reintegracijom hrvatskog Podunavlja u ustavnopravni poredak Republike Hrvatske, što se formalno dogodilo 15. siječnja 1998. godine.

## Stradanje Škabrnje
Istog dana u zadarskom zaleđu nemilosrdnom akcijom etničkog čišćenja pala je i Škabrnja, u kojoj su zločinci pobili 84 branitelja i civila. Škabrnja i selo Nadin etnički su očišćeni od nesrpskog stanovništva i pripojeni Republici Srpskoj Krajini, gdje su ostali sve dok ih hrvatske snage nisu reintegrirale u ustavno pravni poredak Republike Hrvatske 1995. godine. Do danas za ratni zločin u tom ravnokotarskom mjestu 1991. nitko nije odgovarao.

## Obilježavanje
U spomen na stradanja Vukovara i Škabrnje i njihovih stanovnika u Domovinskom ratu Hrvatski sabor proglasio je 18. studenog 1999. Dan sjećanja na žrtve Domovinskog rata i Dan sjećanja na žrtvu Vukovara i Škabrnje.
Desetci tisuća ljudi iz svih krajeva Hrvatske i svijeta posjećuju Vukovar na Dan sjećanja gdje je i središnja komemoracija na taj dan kako bi odali počast žrtvama pada grada 1991. Komemorativna povorka, poznata pod nazivom „Kolona sjećanja“, u kojoj su uključene braniteljske udruge i obitelji stradalnika, šetnjom ulicama grada Vukovara od Vukovarske bolnice do Memorijalnog groblja žrtava iz Domovinskog rata u Vukovaru na istočnom ulazu u grad, gdje je pokopana većina kako hrvatskih branitelja, tako i većina civila koji su pogubljeni tijekom rata prilikom opsade grada. 2023. se u Koloni sjećanja u Vukovaru okupilo rekordnih 150 tisuća ljudi, a u Škabrnji više od 15 tisuća. Iduće 2024. u Vukovaru je bilo 120, a u Škabrnji 20 tisuća ljudi. U koloni je 2656 mladih nosilo bijele majice s imenima poginulih civila na inicijativu SKAC-a Osijek pod nazivom „Umjesto njih”.
Na Memorijalnom groblju žrtava iz Domovinskog rata na taj dan predsjednik države, predsjednik i članovi Vlade, zastupnici Hrvatskog sabora, predstavnici stranih veleposlanstava u Zagrebu te raznih drugih organizacija i udruga, polaganjem vjenaca i paljenjem svijeća tradicionalno uz minutu šutnje odaju počast svim žrtvama rata za slobodnu Hrvatsku. Na licu mjesta, na Memorijalnom groblju održava se i sveta misa za sve pokojnike i stradale tijekom Domovinskog rata u cijeloj Republici Hrvatskoj. Cjelodnevni program izravno prenosi i Hrvatska radiotelevizija.
Komemoracija se također održava i diljem Hrvatske u većini gradova koji imaju ulicu nazvanu po gradu Vukovaru, gdje se uz ceste po običaju pale lampioni i polaže cvijeće, čime se odaje počast žrtvama bitke za Vukovar i svim poginulima u Domovinskom ratu u Republici Hrvatskoj.
U povodu Dana sjećanja održavaju se različite komemorativne biciklističke karavane i pješačke ture iz više gradova Hrvatske te Bosne i Hercegovine prema Vukovaru.
Đakovačko-osječka nadbiskupija od 1999. održava godišnje spomen-hodočašće u Vukovar. Udruga hrvatskih dragovoljaca Domovinskog rata pokrenula je 2003. hod od Osijeka do Vukovara pod nazivom „Mi ne zaboravljamo”. U koloni sjećanja sudjeluju i učenici srednjih škola i studenti iz Osijeka, Splita, Zagreba (Kineziološkoga fakulteta) i inih hrvatskih mjesta. Hrvatski studenti u Münchenu održavaju godišnji hod na Dan sjećanja za zrtve Domovinskog rata.

### Zvon za Vukovar
U znak sjećanja na žrtvu Vukovara točno u 18 sati i 11 minuta tradicionalno zazvone zvona svih crkvi u Republici Hrvatskoj. 
'Zvon za Vukovar' - inicijativa je vukovarskog franjevačkog samostana. Na taj način poziva se sve građane na molitvu za žrtve zlodjela, ali i za one koji su ih počinili, te kako bi spriječili zaborav. Preporučuje „prikladna i upečatljiva zvonjava od 10 minuta, dovoljno jaka i trajna da pošalje poruku i istakne razliku uobičajenog zvona” Hrvatski biskupi tradicionalno tada pozivaju na molitvu za sve žrtve Domovinskog rata.

### Žene u crnom
Svake godine, beogradska nevladina organizacija „Žene u crnom” šetnjom, paljenjem svijeća i uz transparente obilježava godišnjicu pada Vukovara u središtu Beograda. Unatoč prijetnjama nasiljem, „Žene u crnom” svake godine odaju počast Vukovaru i Srebrenici te, podsjećajući na zločine počinjene tijekom devedesetih godina, zalažu se za suočavanje s prošlošću uz pozive srbijanskim vlastima za otvaranje vojnih arhiva, utvrđivanje odgovornosti i pokretanje sudskih postupaka za zločine u Vukovaru.

## Vanjske poveznice
Mrežna mjesta
- Zakon o proglašenju Vukovara mjestom posebnog domovinskog pijeteta  Arhivirana inačica izvorne stranice od 31. prosinca 2021. (Wayback Machine), Narodne novine 25/2020